# Xã Girard, Quận Erie, Pennsylvania
Xã Girard (tiếng Anh: Girard Township) là một xã thuộc quận Erie, tiểu bang Pennsylvania, Hoa Kỳ. Năm 2010, dân số của xã này là 5.102 người.